# المساعدات الشعبية النرويجية
المساعدات الشعبية النرويجية (بالإنجليزية: Norwegian People's Aid)‏ هي مؤسسة إنسانية تعمل في مجال التنمية والإغاثة الطارئة في أكثر من ثلاثين دولة.
تعمل المساعدات الشعبية النرويجية وفقاً لقيم محلية ودولية تدعو للتضامن وتحقيق الكرامة الإنسانية والمساواة في الحقوق للجميع، بغض النظر عن الجنس أو العرق أو الدين أو السن أو الوضع الاجتماعي.

## روابط خارجية
- Official site (Norwegian)
- Official site (English)
- NPA pictures from Flickr
- NPA on Facebook